# Voltaire am Abend seiner Apotheose
Voltaire am Abend seiner Apotheose ist ein Schauspiel in einem Akt von Heinrich Leopold Wagner. Anhand einer satirisch-überzeichneten Darstellung Voltaires stellt Wagner seine, für die Bewegung des Sturm und Drang typische, kritische Haltung gegenüber der Aufklärung und der französischen Theatertradition dar.

## Inhalt
Voltaire, der viele Jahre seines Lebens im Exil verbracht hatte, kehrte im Februar 1778 nach Paris zurück, um der Uraufführung seines Dramas Irène beizuwohnen. Die Handlung setzt am Abend nach der Uraufführung in Voltaires Schlafzimmer ein: Voltaire tritt mit einem Lorbeerkranz ein und ist glücklich über die vielen Ehrungen und Huldigungen, die ihm entgegengebracht wurden. Er glaubt, nun in Frieden sterben zu können. Seine Dienerin, die 15 Jahre älter ist als er und schon in seiner Kindheit seine Amme war, kann ihn kaum aus seinen Tagträumen reißen. Zum Publikum sprechend äußert sie ihre Verärgerung über Voltaires Ruhmsucht und Eitelkeit, dann muss sie sich seinen detaillierten Bericht über den großen Erfolg der Aufführung und die auf ihn gehaltenen Lobreden anhören.
Voltaire wünscht, er könne für einen Moment ins nächste Jahrhundert reisen, um die Größe seines Ruhms unter den Nachgeborenen zu genießen. Die Amme beschließt daraufhin, ihm diesen Wunsch zu erfüllen und beschwört einen Geist herbei: den Genius des neunzehnten Jahrhunderts. Voltaire ist zunächst verängstigt, traut sich aber dann den Geist nach seinem Nachruhm zu fragen. Der Geist gibt ihm ein Lexikon der französischen Literatur des 18. Jahrhunderts, das 1875 (also etwa ein Jahrhundert später) erscheinen wird. Voltaire darf aber nur den Artikel über sich selbst lesen und erfährt darin, wie abschätzig die Nachwelt ihn beurteilt: Er sei ein „Vielschreiber“, der sich für einen „Vielwisser“ halte, der es aber weder in der Philosophie noch in der Geschichte weit gebracht habe. Einzig sein Traité sur la tolérance (Traktat über die Toleranz) sei von einigem Wert. Auch im Theater sei er nur erfolgreich gewesen, „[s]olang man noch mehr auf zierlich gedrehte wohlklingende Verse denn auf Plan, Handlung und Zweck sah“. Für seine Kritik an großen Dichtern wie Corneille, Rousseau und Shakespeare „mußte er aber auch bei seinen Lebzeiten noch büßen“. Dann beschreibt der Artikel den Tag, den Voltaire gerade erlebt hat, und stellt die Ehrenbezeugungen als „Gaukelspiel“ und „handgreifliche Satiren“ dar, mit denen der „kindisch geworden[e]“ Dichter und seine „belachenswerte Ruhmsucht“ verhöhnt wurden. Mit einer Todesahnung auf den Lippen fällt ihm das Buch aus den Händen.

## Publikationsgeschichte
Das Stück erschien 1778 mit dem fingierten Titelzusatz aus dem Französischen, ist tatsächlich aber keine Übersetzung, sondern eine Originaldichtung Wagners. 1881 veröffentlichte die G. J. Göschen’sche Verlagsbuchhandlung eine Neuedition, herausgegeben von Bernhard Seuffert in seiner Reihe Deutsche Litteraturdenkmale des 18. Jahrhunderts.

## Rezeption
Seuffert ordnet in seinem Vorwort zur Ausgabe von 1881 das Stück in den Kontext der zeitgenössischen deutschen Voltaire-Rezeption ein: Während etwa Lessing und Wieland eher differenzierte Urteile über ihn fällten, lehnten alle Autoren der Sturm-und-Drang Generation Voltaire rundweg ab, so auch Wagner: „Freilich schoss Wagner weit über das Ziel hinaus; er war so blind ungerecht wie seine näheren Freunde.“ Auch in der Verwendung der dramatischen Form für die Satire habe Wagner unter dem Einfluss der anderen Stürmer und Dränger gestanden; Seuffert nennt beispielhaft Goethes Jahrmarktsfest zu Plundersweilern.
Der Germanist Erich Schmidt urteilt in seiner Wagner-Monographie, er wolle „der Farce trotz ihrer schlechten Prophezeiung und manchen Cynismen eine, wenn auch nicht, wie Lobredner wollen, aristophanische, aber doch wahrhaft witzige Anlage und Durchführung nicht absprechen.“
Und in einem biographischen Artikel zu Wagner ergänzt er:

„Tactlos, aber nicht unwitzig hat W. zuletzt 1778 Voltaire’s letzten Pariser Aufenthalt, die Darstellung der „Irene“, die Zerpflückung seines Ruhms durch den Genius des neunzehnten Jahrhunderts und seinen Tod in langen Monologen und in komischen Scenen zwischen dem allen jungen deutschen Genies verhaßten Greis und seiner – Amme durchgehechelt: „Voltaire am Abend seiner Apotheose“.“